# Anne Brigman

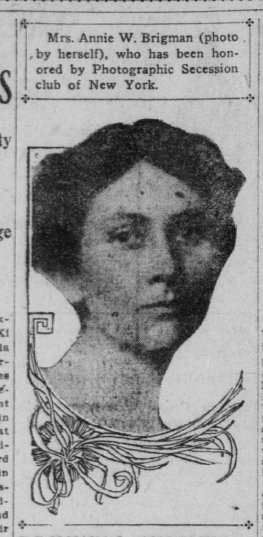
Zelfportret Anne Brigman, in The San Francisco Call, 1908.

Anne Wardrope Nott Brigman (Honolulu, Hawaï, 3 december 1869 – Los Angeles, 8 februari 1950) was een Amerikaans kunstfotografe. Ze wordt gerekend tot de stroming van het picturalisme.

## Leven en werk
Brigman werd geboren in de Nuuanu Valley nabij Honolulu. Ze was van moederskant de kleindochter van een missionaris die in 1828 naar Hawaï was gekomen. Haar vader was de Engelsman Samuel Nott. In 1885 verhuisde de familie naar Californië. In 1894 huwde Anne de scheepskapitein Martin Brigman, die ze vervolgens diverse malen vergezelde op reizen door de Pacific.
In 1901 begon Brigman intensief te fotograferen en sloot zich aan bij Alfred Stieglitz’ picturalistische fotoclub Photo-Secession. Ze publiceerde ook diverse foto’s in Stieglitz' fototijdschrift Camera Work en exposeerde in diens Galery 291 in New York. In 1911, kort na de scheiding van haar man, nam ze deel aan een grote internationale expositie in de Albright-Knox Art Gallery te New York. In 1922 was ze een van de trekpleisters op de 'Internation Exhibition of Pictorial Photography' in San Francisco.
Brigman fotografeerde vaak vrouwelijke naakten in een rauwe, soms heidens aandoende naturalistische oercontext, in een poging tot verzet tegen geldende culturele normen. Haar enscenering is krachtig en dramatisch, versterkt door het gebruik van de softfocus-techniek, daarmee een voor het picturalisme typerend schilderachtig en wazig effect creërend. Vaak bewerkte ze de negatieven later met potlood of verf, soms monteerde ze ook meerdere foto’s over elkaar.
Vanaf de jaren dertig richtte Brigman zich meer op de zakelijk-abstracte stroming van de straight photography, en maakte onder andere veel close-ups van planten en zandstranden. Ook begon ze gedichten te schrijven. In 1949 verscheen haar foto-gedichtenbundel Songs from a Pegan.
Brigman had een grote invloed op de ontwikkeling van de kunstfotografie in met name het Westen van de Verenigde Staten. Ze overleed in 1950 te Eagle Rock, Los Angeles.

## Foto’s uit Camera Work

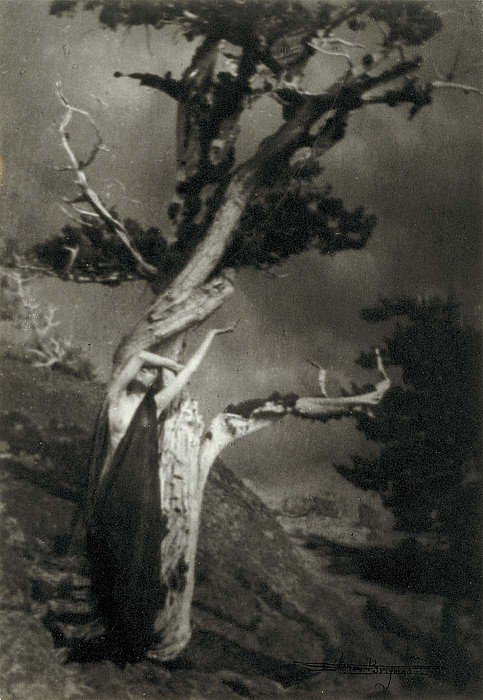
The dying Cedar
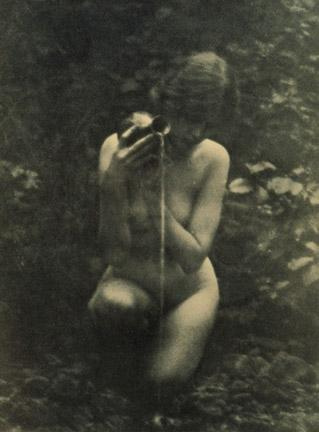
The Source
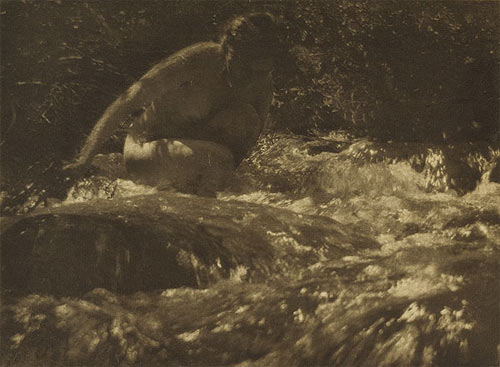
The Brook
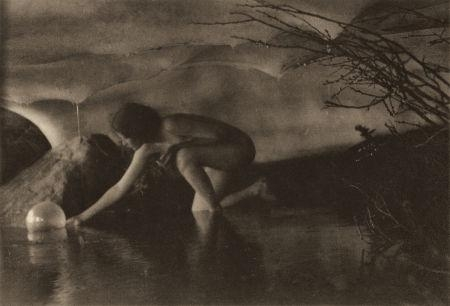
The Bubble
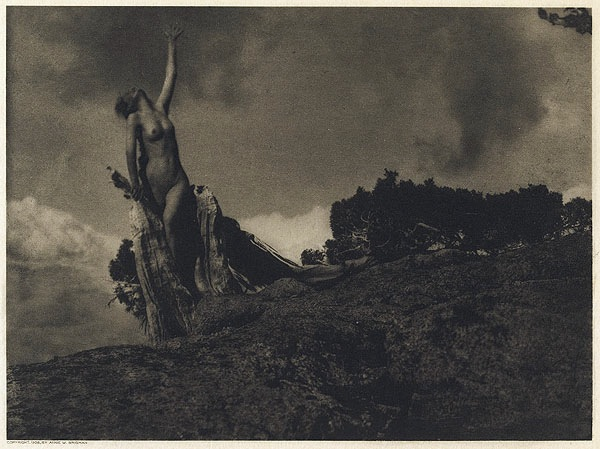
Soul of the Blasted Pine